# Dieter Maier (Fußballspieler)
Dieter „Didi“ Maier (* 23. Juni 1930; † 4. Mai 2022) war ein deutscher Fußballspieler.

## Karriere
Dieter Maier begann 1941 mit dem Fußballspielen bei den Sportfreunden Stuttgart. 1947 rückte er in die Herrenmannschaft auf und  spielte Erstligafußball in der Oberliga Süd. 1952 nahm er an einem Sichtungslehrgang für die Deutsche Auswahlmannschaft für die Olympischen Sommerspiele 1952 in Helsinki teil. Zu einer Olympiateilnahme kam es aufgrund einer Verletzung jedoch nicht. Es folgte im August 1952 der Wechsel zu den Stuttgarter Kickers und später die Rückkehr zu den Sportfreunden. Später beendete er seine Karriere nach einem Bruch des Mittelfußknochen und einer Meniskusverletzung. 1954 heiratete er seine Frau Elfriede, die als Handballspielerin bei den Sportfreunden aktiv war. Bis 1993 war Maier als Kaufmann für Schließanlagen tätig.